# Dichrogaster ampla
Dichrogaster ampla là một loài tò vò trong họ Ichneumonidae.